# Amphipyra subrigua
Amphipyra subrigua là một loài bướm đêm trong họ Noctuidae.